# Sabrina Speich
Sabrina Speich (* 10. Juni 1964 in Mailand) ist eine deutsch-italienische Ozeanografin und Klimawissenschaftlerin. Sie ist Professorin an der École normale supérieure in Paris.

## Leben
Speich studierte Physik an der Universität Triest, am CERN und der Universität Pierre und Marie Curie. Sie promovierte an letzterer 1992 in physikalischer Ozeanografie.

## Wirken
Speichs Forschung befasst sich mit der Ozeandynamik und deren Rolle beim Klimawandel. Sie hat sich einen Namen im Bereich der Ozeanmodellierung gemacht.
Speich war 2018 eine der 200 Unterzeichnerinnen eines Aufrufs in der Zeitung Le Monde, in der vor drastischen Folgen wie dem Aussterben der menschlichen Spezies gewarnt wurde, falls nicht rasch ein Umdenken in Problemfeldern wie dem Klimawandel und dem Artensterben und bei weiteren planetaren Grenzen geschieht.
Für 2019 wurde Speich die Albert-Defant-Medaille der Deutschen Meteorologischen Gesellschaft zugesprochen.

## Veröffentlichungen (Auswahl)
- S. Speich, H. Dijkstra und M. Ghil: Successive bifurcations in a shallow-water model applied to the wind-driven ocean circulation. In: Nonlinear Processes in Geophysics. Band 2, 1995, S. 241–268.
- S. Speich, B. Blanke, P. De Vries, S. Drijfhout, K. Döös, A. Ganachaud und R. Marsh: Tasman leakage: A new route in the global ocean conveyor belt. In: Geophysical Research Letters. Band 29, Nr. 10, 2002, 55-1.
- S. Sunagawa u. a.: Structure and function of the global ocean microbiome. In: Science. Band 348, Nr. 6237, 2015, 1261359.